# Hyphessobrycon sateremawe
Hyphessobrycon sateremawe — прісноводна риба родини харацинових (Characidae). Описаний у 2020 році.

## Поширення
Ендемік Бразилії. Поширений на річці Парана-ду-Ураріа у штаті Амазонас на заході країни.

## Назва
Вид названо на честь корінного народу сатере-маве, з групи тупі-гуарані, що мешкає неподалік типового місцезнаходження виду.

## Опис
Вид віднесено до групи видів Hyphessobrycon heterorhabdus завдяки кольоровому малюнку, який складається з чітко вираженої, горизонтально витягнутої плечової плями безперервно з помітною середньою темною смугою, яка стає розмитою до хвостового стебла, і його можна відрізнити від усіх інших видів групи плечовою плямою та безперервною широкою середньою смугою, що займає вертикальну висоту, еквівалентну двом рядам луски. Триколірний візерунок, що дорсально складається з червоної або червонуватої поздовжньої смуги, середньої райдужної, золотистої або сріблястої поздовжньої смуги та вентрально з різнорозвиненої поздовжньої темної смуги, ідентифікується як передбачувана додаткова ознака, спільна для видів Hyphessobrycon heterorhabdus.